# وزارت خدمات مذهبی اسرائیل
وزارت خدمات مذهبی اسرائیل (انگلیسی: Ministry of Religious Services، عبری: המשרד לשירותי דת‎، ت. «Hamisrad leSherutay Dat»)، سابقاً وزارت امور مذهبی و وزارت دین، یک وزارتخانه دولتی اسرائیل است که به امور یهودیان و سایر امور مذهبی رسیدگی می کند.